# Круг-Рудка
Круг-Рудка (бел. Круг-Рудка) — упразднённая деревня в Брагинском районе Гомельской области Беларуси. Входила в состав Сперижского сельсовета.
После катастрофы на Чернобыльской АЭС и радиационного загрязнения жители (33 семьи) переселены в 1986 году в чистые места.

## География

### Расположение
В 7 км на юго-запад от Брагина, 25 км от железнодорожной станции Хойники (на ветке Василевичи — Хойники от линии Калинковичи — Гомель), 128 км от Гомеля.

## Транспортная система
Транспортные связи по просёлочной, затем автомобильной дороге Комарин — Брагин. Планировка состоит из короткой прямолинейной широтной улицы. Застройка деревянными домами усадебного типа. В связи с высоким уровнем радиационного загрязнения все постройки снесены и захоронены под слоем земли.

## История
Основана в начале XX века. В 1920-е годы увеличилась за счёт переселенцев из соседних деревень. В 1931 году организован колхоз. В конце 1930-х годов деревни Круг и Рудка были объединены в один населённый пункт: деревня Круг-Рудка. В 1959 году входила в состав колхоза имени М. И. Калинина (центр — деревня Глуховичи).
В 2005 году деревня Круг-Рудка исключена из данных по учёту и регистрации административно-территориальных и территориальных единиц как фактически несуществующий населённый пункт.

## Население

### Численность
- 1986 год — жители (33 семьи) переселены

### Динамика
- 1930 год — в деревне Круг 23 хозяйства, 134 жителя, в деревне Рудка 11 хозяйств, 72 жителя
- 1959 год — 226 жителей (согласно переписи)
- 1986 год — жители (33 семьи) переселены